# Ikleeralles
Ikleeralles is een overhoorprogramma voor het leren van woorden in verschillende vreemde talen.
Het platform bestaat sinds het begin van 2017 en werkt op een soortgelijke manier als WRTS en Teach2000. De gebruiker kan zelf lijsten toevoegen die in de ene kolom de oorspronkelijke taal bevat en in de andere kolom de vertaling. Met deze lijsten kunnen leerlingen zich zelf overhoren. Het platform vertaalt automatisch woorden die al bekend zijn in het systeem. Beschikbare talen om in te overhoren zijn:
- Nederlands
- Frans
- Duits
- Spaans
- Engels
- Italiaans
- Portugees
- Arabisch
- Chinees

Door het herhalen van woorden die fout worden gedaan tijdens een overhoring, wordt de uiteindelijke woordenschat van de gebruiker groter.